# Iberdrola
Iberdrola er en spansk multinational energikoncern indenfor forsyning, elproduktion og naturgas. Den Bilbao-baserede virksomhed har en omsætning på 33 mia. euro, omkring 45.000 ansatte og ca. 32 mio. kunder. Datterselskaber inkluderer Scottish Power, Avangrid og andre. Det er verdens næststørste producent af vindenergi.
Iberdrola blev skabt 1. november 1992 ved en fusion mellem Hidroeléctrica Española og Iberduero. Hidroeléctrica Española, også kendt som Hidrola, begyndte i 1907, mens Iberduero opstod ved en fusion mellem Hidroeléctrica Ibérica og Saltos del Duero i 1944.